# قفس (فیلم ۱۹۸۹)
قفس (انگلیسی: Cage) یک فیلم رزمی آمریکایی است که در سال ۱۹۸۹ منتشر شد. از بازیگران آن می‌توان به رب براون، دنی ترخو و لو فریگنو اشاره کرد.